# Bandera de Montenegro
La versión actual de la bandera de Montenegro aparece descrita en el artículo 4º de la ley que regula sus símbolos y que fue aprobada por el Parlamento de Montenegro el 12 de julio de 2004. 
Es una bandera de color rojo con un borde dorado en la que figura, en su parte central, el escudo de Montenegro, adoptado en 1993. La altura del escudo debe guardar unas proporciones de 2/3 respecto a la bandera. Las dimensiones de la bandera son: 1:2.
El escudo de armas fue el blasón del rey Nicolás I de Montenegro, pero no se han recuperado sus iniciales НI (letras cirílicas). 

## Bandera de la República Socialista de Montenegro: 1946-1991
Desde el 31 de diciembre de 1946, se utilizó la misma bandera de la República Federal Socialista de Yugoslavia, de la que Montenegro era parte, que consistía en un tricolor con los colores paneslavos con una estrella roja en el centro. Esta bandera, idéntica a la bandera de Serbia, fue reemplazada en 1992.

## Galería de banderas históricas

Bandera del vilayato de Montenegro (1528-1696)
Bandera del Principado-Obispado de Montenegro (1697-1852)
Bandera del Principado de Montenegro (1852-1860)
Bandera del Principado de Montenegro (1860-1905)
Bandera del Principado de Montenegro (1905-1910)
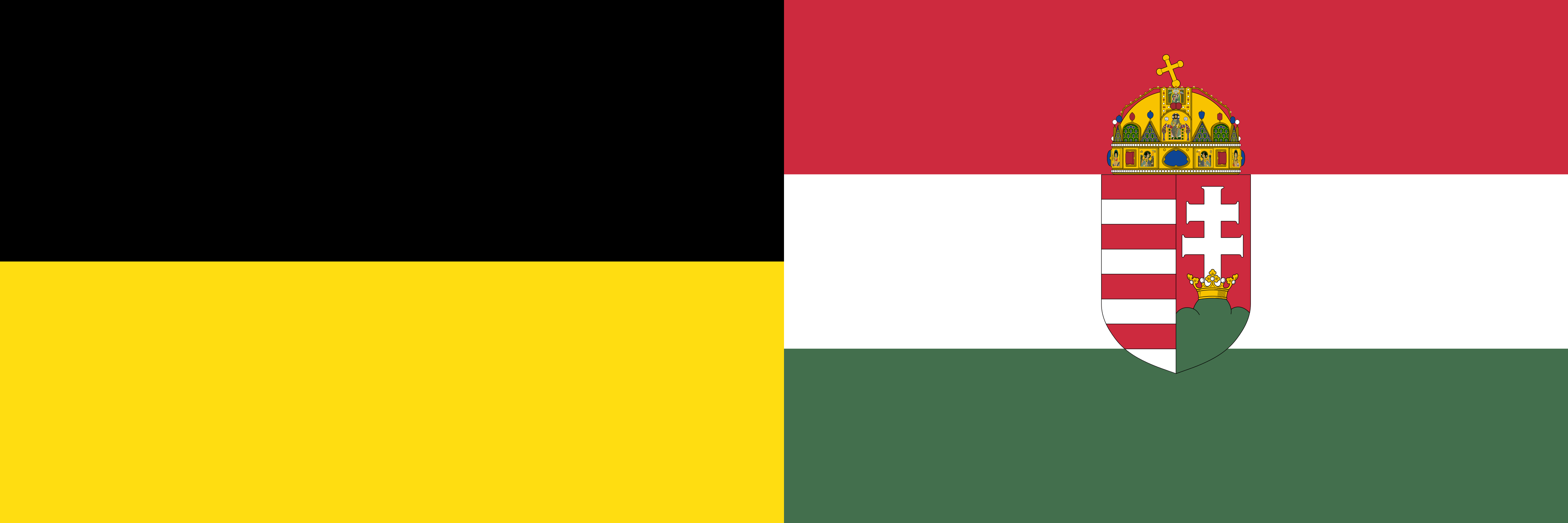
Bandera de la ocupación austrohúngara de Montenegro (1916-1918)
Bandera del Reino de Montenegro (1910-1918)
Bandera del Reino de Montenegro (1941-1944)
Bandera de la República Socialista de Montenegro (1945-1992)
Bandera de la República de Montenegro (1992-1994)
Bandera de la República de Montenegro (1994-2004)